# Heiligenkreuz am Waasen
Heiligenkreuz am Waasen è un comune austriaco di 2 716 abitanti nel distretto di Leibnitz, in Stiria; ha lo status di comune mercato (Marktgemeinde). Il 1º gennaio 2015 ha inglobato il comune soppresso di Sankt Ulrich am Waasen.